# Scala dei tempi geologici lunari
La scala dei tempi geologici lunari è una suddivisione della storia passata della Luna, il satellite naturale della Terra, in ere geologiche a partire dal momento della sua formazione avvenuta 4,5 miliardi di anni fa:
- Periodo Copernicano: da 1100 milioni di anni fa ad oggi
- Periodo Eratosteniano: da 3200 a 1100 milioni di anni fa
- Periodo Imbriano superiore: da 3800 a 3200 milioni di anni fa
- Periodo Imbriano inferiore: da 3850 a 3800 milioni di anni fa
- Periodo Nettariano: da 3920 a 3850 milioni di anni fa
- Periodo Pre-Nettariano: da 4550 a 3920 milioni di anni fa

Le definizioni esatte dei periodi sono tuttora in discussione, per via della difficoltà di collocare con precisione nel passato gli eventi geologici più significativi che hanno interessato la Luna.
È spesso difficile distinguere fra le rocce provenienti dal Nettariano e quelle formatesi nel Pre-Nettariano; si ricorre allora alla dicitura "Periodo Pre-imbriano", che comprende entrambe le possibilità.

## Stratigrafia lunare
I principali processi geologici che hanno modificato la superficie lunare sono i crateri da impatto e il vulcanismo; utilizzando i principi base della stratigrafia come la legge della sovrapposizione, è possibile ordinare questi eventi in una serie temporale. Fino a qualche tempo fa si riteneva che i basalti dei mari lunari potessero rappresentare una singola unità stratigrafica caratterizzata dalla stessa età, ma oggi si è compreso che il vulcanismo lunare è stato un processo continuo, iniziato 4,2 miliardi di anni fa e proseguito fino a circa 1,2 miliardi di anni fa. Gli eventi da impatto sono di gran lunga i più utili per definire una stratigrafia lunare, dal momento che sono abbastanza numerosi e si formano in un preciso istante geologico. Gli effetti continuativi della craterizzazione da impatto modificano nel lungo periodo la morfologia della superficie lunare, e anche il livello di erosione delle superfici può essere utilizzato per l'assegnazione dell'età relativa.
La scala dei tempi geologici lunari è stata suddivisa in cinque periodi (Pre Nettariano, Nettariano, Imbriano, Eratosteniano e Copernicano); l'Imbriano è stato poi ulteriormente suddiviso in due epoche. Queste suddivisioni sono basate sul riconoscimento di specifici marcatori geomorfologici che, tuttavia, non implicano che sia avvenuto un cambiamento fondamentale al confine di separazione stratigrafica.  La Luna, oltre alla Terra, è l'unico corpo celeste del sistema solare di cui possediamo campioni rocciosi di cui sia noto il contesto geologico di provenienza. Correlando l'età dei campioni riportati a terra dalle missioni del Programma Apollo, è stato possibile assegnare un'età assoluta ad alcuni di questi periodi geologici, anche se alcune delle datazioni non sono ancora definite con certezza. Negli altopiani lunari, dove non è facile distinguire tra materiale Nettariano e Pre-Nettariano, i depositi sono classificati sotto la dicitura di Pre-Imbriano.